# العلاقات النمساوية الإسبانية
العلاقات النمساوية الإسبانية هي العلاقات الثنائية التي تجمع بين النمسا وإسبانيا.

## مقارنة بين البلدين
هذه مقارنة عامة ومرجعية للدولتين:
| وجه المقارنة                                              | النمسا                                                    | إسبانيا                                                                             |
| --------------------------------------------------------- | --------------------------------------------------------- | ----------------------------------------------------------------------------------- |
| المساحة (كم2)                                             | 83.86 ألف                                                 | 505.99 ألف                                                                          |
| عدد السكان (نسمة)                                         | 8.81 مليون                                                | 46.73 مليون                                                                         |
| الكثافة السكانية (ن./كم²)                                 | 105.06                                                    | 92.35                                                                               |
| العاصمة                                                   | فيينا                                                     | مدريد                                                                               |
| اللغة الرسمية                                             | اللغة الألمانية، لغة الإشارة النمساوية ‏                   | اللغة الإسبانية، اللغة الغاليسية، لغة بشكنشية، اللغة الكتالونية، اللغة الأوكسيتانية |
| العملة                                                    | يورو، شلن نمساوي، رايخ مارك، شلن نمساوي                   | يورو، بيزيتا إسبانية                                                                |
| الناتج المحلي الإجمالي (بليون دولار)                      | 416.60 مليار                                              | 1.31 تريليون                                                                        |
| الناتج المحلي الإجمالي (تعادل القوة الشرائية) بليون دولار | 426.99 مليار                                              | 1.77 تريليون                                                                        |
| الناتج المحلي الإجمالي الاسمي للفرد دولار أمريكي          | 43.77 ألف                                                 | 28.16 ألف                                                                           |
| الناتج المحلي الإجمالي للفرد دولار أمريكي                 | 47.68 ألف                                                 | 38.00 ألف                                                                           |
| مؤشر التنمية البشرية                                      | 0.885                                                     | 0.876                                                                               |
| رمز المكالمات الدولي                                      | +43                                                       | +34                                                                                 |
| رمز الإنترنت                                              | .at                                                       | .es                                                                                 |
| المنطقة الزمنية                                           | توقيت وسط أوروبا، ت ع م+01:00، ت ع م+02:00، أوروبا/فيينا ‏ | ت ع م+01:00، ت ع م+02:00                                                            |

## مدن متوأمة
في ما يلي قائمة باتفاقيات التوأمة بين مدن نمساوية وإسبانية:
- ترتبط كلاغنفورت مع طراغونة باتفاقية توأمة منذ 1965.[17][18][19][20]
- ترتبط يودنبورغ مع ألتيا باتفاقية توأمة.
- ترتبط شفاتس مع سان فيليو دي غيكسولس باتفاقية توأمة.
- ترتبط بيشوفسهوفن مع أديخي باتفاقية توأمة.

## منظمات دولية مشتركة
يشترك البلدان في عضوية مجموعة من المنظمات الدولية، منها:
| علم المنظمة | اسم المنظمة                               | تاريخ انضمام النمسا | تاريخ انضمام إسبانيا |
| ----------- | ----------------------------------------- | ------------------- | -------------------- |
|             | بنك التنمية الآسيوي                       | 1966                | 1986                 |
|             | الاتحاد الأوروبي                          | 1995                | 1986                 |
|             | وكالة ضمان الاستثمار متعدد الأطراف        | 16 ديسمبر 1997      | 29 أبريل 1988        |
|             | منظمة التعاون الاقتصادي والتنمية          | ?                   | ?                    |
|             | الأمم المتحدة                             | 14 ديسمبر 1955      | 14 ديسمبر 1955       |
|             | الوكالة الدولية للطاقة                    | ?                   | ?                    |
|             | الفريق المعني برصد الأرض                  | ?                   | ?                    |
|             | مركز تنسيق الحركة في أوروبا ‏              | ?                   | ?                    |
|             | منظمة حظر الأسلحة الكيميائية              | ?                   | ?                    |
|             | منظمة التجارة العالمية                    | ?                   | ?                    |
|             | منظمة الشرطة الجنائية الدولية             | ?                   | ?                    |
|             | البنك الإفريقي للتنمية                    | ?                   | ?                    |
|             | منظمة الأمن والتعاون في أوروبا            | 25 يونيو 1973       | 25 يونيو 1973        |
|             | مؤسسة التنمية الدولية                     | 28 يونيو 1961       | 18 أكتوبر 1960       |
|             | نظام تحكم تكنولوجيا القذائف               | 1991                | 1990                 |
|             | يونسكو                                    | 13 أغسطس 1948       | 30 يناير 1953        |
|             | مجلس أوروبا                               | ?                   | ?                    |
|             | الاتحاد البريدي العالمي                   | ?                   | ?                    |
|             | البنك الدولي للإنشاء والتعمير             | 27 أغسطس 1948       | 15 سبتمبر 1958       |
|             | المرصد الأوروبي الجنوبي                   | 2008                | 2006                 |
|             | الاتحاد الدولي للاتصالات                  | 1866                | 1866                 |
|             | مؤسسة التمويل الدولية                     | 28 سبتمبر 1956      | 24 مارس 1960         |
|             | المنظمة الأوروبية لسلامة الملاحة الجوية   | 1993                | 1997                 |
|             | المركز الدولي لتسوية المنازعات الاستشارية | 24 يونيو 1971       | 17 سبتمبر 1994       |
|             | مجموعة أستراليا                           | 1989                | 1985                 |
|             | مجموعة الموردين النوويين                  | ?                   | ?                    |

## أعلام
هذه قائمة لبعض الشخصيات التي تربطها علاقات بالبلدين:
- أماديو الأول (30 مايو 1845[30][31][32] – 18 يناير 1890[30][31][32])
- إيزابيل الثانية ملكة إسبانيا (10 أكتوبر 1830[33][34][35] – 9 أبريل 1904[33][36])
- رودولف الثاني (18 يوليو 1552[37] – 20 يناير 1612[38][39])
- فرانز الثاني (12 فبراير 1768 – 2 مارس 1835[40])
- فرديناند الأول (10 مارس 1503[41][42][43] – 25 يوليو 1564[41][42][43])
- فرديناند الأول إمبراطور النمسا (إمبراطور النمسا، 19 أبريل 1793[44] – 29 يونيو 1875[44])
- فيليب الثالث ملك إسبانيا (14 أبريل 1578[45] – 31 مارس 1621[46][45][47])
- فيليب الثاني ملك إسبانيا (21 مايو 1527[48] – 13 سبتمبر 1598[49][50][51])
- فيليب الرابع ملك إسبانيا (8 أبريل 1605[52][53][54] – 17 سبتمبر 1665[52][53][54])
- كارلوس الثاني ملك إسبانيا (ملك إسباني سابق، 6 نوفمبر 1661[55][56][57] – 1 نوفمبر 1700[55][56][57])
- كارلوس الخامس (إمبراطور روماني مقدس وملك إسبانيا ودوق بورغندي، 24 فبراير 1500[58] – 21 سبتمبر 1558[58])
- كارلوس الرابع (11 نوفمبر 1748 – 20 يناير 1819)
- ليوبولد الأول (إمبراطور روماني مقدس، وملك بوهيميا والمجر وكرواتيا، 9 يونيو 1640[59][60][61] – 5 مايو 1705[59][60][61])
- ماثياس (24 فبراير 1557[62] – 20 مارس 1619[63][64][65])
- ماكسيمليان الثاني (31 يوليو 1527[66] – 12 أكتوبر 1576[66])

## وصلات خارجية
- موقع وزارة الخارجية النمساوية
- موقع وزارة الخارجية الإسبانية